# Rafael Agámez
Rafael Agámez (Turbo, Antioquia, Colombia; 26 de agosto de 1994) es un futbolista colombiano. Juega como delantero centro y actualmente milita en el Génesis/Policía de la Liga Nacional de Honduras.

## Clubes y estadísticas
| Club                      | País                | Año                 | Part | Goles |
| ------------------------- | ------------------- | ------------------- | ---- | ----- |
| Once Caldas               | Colombia            | 2011 - 2013         | 4    | 0     |
| Deportivo Pereira         | Colombia            | 2015 - 2016         | 2    | 0     |
| Universidad César Vallejo | Perú                | 2017                | 26   | 11    |
| Carlos Mannucci           | Perú                | 2018                | 7    | 0     |
| Cultural Santa Rosa       | Perú                | 2019                | 8    | 0     |
| Honduras Progreso         | Honduras            | 2020 - 2021         | 36   | 12    |
| Municipal Pérez Zeledón   | Costa Rica          | 2021 - 2022         | 12   | 2     |
| Vida                      | Honduras            | 2022 - ?            | 17   | 4     |
| Total en su carrera       | Total en su carrera | Total en su carrera | 87   | 24    |